# Ari Palsson
Ari Palsson, död 1681, var en islänning som blev avrättad för trolldom. 
Mellan 1604 och 1720 förekom 120 häxprocesser på Island, med 22 avrättningar mellan 1625 och 1683, de flesta i Västfjordarna.
Ari Palsson anklagades för trolldom av Torkatla Snaebjornsdottir, som uppgav att Palsson hade lämnat ett bräde med magiska runor (galder) hos henne efter ett besök. Brädet användes som bevis vid rättegången och var förödande, särskilt kombinerat med det faktum att Palsson redan ryktades kunna utöva magi och sades ha förtrollat ett flertal personer och gjort dem sjuka. Han dömdes skyldig till döden. Efter domen, bekände han sig skyldig. Han brändes på bål vid Þingvellir. Hans fall förekom i en rättsrapport som skickades till regeringen i Köpenhamn av Arni Magnusson och Pall Vidalin angående Islands rättssystem, och användes som exempel på ett rättsövergrepp. 